# Championnat du Portugal de football de quatrième division
Le championnat du Portugal de football de quatrième division est le quatrième niveau du football au Portugal.

## Histoire
Cette compétition était initialement baptisée Terceira Divisão (ou III Divisão en portugais). Elle correspondait au deuxième niveau amateur après la II Divisão et au quatrième niveau dans la hiérarchie du football portugais. Le championnat comptait 96 équipes réparties géographiquement en 8 séries : les séries A, B, C, D, E et F sur le continent, une série pour les Açores et une pour Madère.
Avant la saison 1990-1991 et la création de la Liga de Honra, la III Divisão correspondait, comme son nom le suggérait, à la troisième division.
Le championnat disparaît en 2013 à la suite de la restructuration du football amateur portugais et à sa fusion avec la II Divisão pour former le nouveau Campeonato Nacional de Seniores.
En 2021, avec la création de la Liga 3, le Campeonato de Portugal devient le quatrième niveau.

## Format
À partir de la saison 2021-22, le Campeonato de Portugal sera disputé par 63 équipes, dont 40 clubs qui ont assuré le maintien de la saison 2020-21. Le championnat se compose de trois phases.

### Première phase
Dans la première phase, le championnat est disputé par 63 clubs qui se répartissent en 3 séries de 10 équipes et 3 séries de 11 équipes, réparties selon leur situation géographique.
Les séries à 11 équipes sont situées plus au nord. La série "A" est la série la plus au nord et la série "F" la plus au sud.
Dans chaque série, les clubs s'affrontent deux fois.
Les 1er et 2e de chaque série se qualifient pour la deuxième phase.
Les clubs restants se qualifient pour la phase de maintien et de relégation.

### Deuxième phase
La deuxième phase est disputée par 12 clubs répartis en 2 séries de 6 équipes selon leur situation géographique. Dans chaque série, les clubs s'affrontent en deux fois.
Les 1er et 2e de chaque série se qualifient pour la troisième division (Liga 3) de la saison suivante.
Les 1er de chaque série se qualifient pour la phase finale pour déterminer le champion.
La deuxième phase de maintien/relégation est jouée par 51 clubs en 9 groupes de 4 équipes et 3 de 5 équipes selon leur situation géographique. 
Les 1er et 2e classés de chaque série s'assurent le maintien, les autres sont relégués aux championnats de district.

### Phase championnat
Elle se joue en un seul match sur terrain neutre par les 2 clubs qualifiés pour déterminer le nouveau champion du Campeonato de Portugal.